# Statistica
Statistica — программный пакет для статистического анализа, разработанный компанией StatSoft, реализующий функции анализа данных, управления данными, добычи данных, визуализации данных с привлечением статистических методов.

## Состав
Существуют различные варианты пакета в зависимости от целей и задач пользователя:
- однопользовательская версия (single-user);
- сетевая версия (concurrent network) — для использования в локальных вычислительных сетях;
- enterprise-версия — для использования в крупных организациях;
- веб-версия — для использования в крупных сетях через веб-браузер.

Также существуют различные комплекты поставки в зависимости от включённых функций:
- Base — набор основных статистик и методов для разведочного анализа.
- Advanced — включает все возможности продукта Base, а также модули углубленных линейных и нелинейных моделей, многомерных технологий анализа данных, анализа мощности и интервального оценивания.
- Quality Control (контроль качества) — включает методы управления качеством данных, а также контрольные карты презентационного качества.
- Automated Neural Networks — включает методы для нейросетевых исследований.
- Data Miner — включает методы добычи данных.
- Text Miner — дополнительная возможность для добычи данных над текстами.
- Process Optimization — возможности проводить мониторинг процессов, идентифицировать и предотвращать проблемы, относящиеся к контролю качества на производстве.
- Monitoring and Alerting Server (MAS) (сервер мониторинга и предупреждений) — средства для централизованного автоматизированного мониторинга различных процессов и параметров продуктов.

## Графика
Пакет обладает широкими графическими возможностями, позволяет выводить информацию в виде различных типов графиков (включая научные, деловые, трёхмерные и двухмерные графики в различных системах координат, специализированные статистические графики — гистограммы, матричные, категорированные графики и др.), все компоненты графиков настраиваются.

## Statsoft
Пакет являлся единственным продуктом компании Statsoft, разрабатывавшей его с 1984 года. Первые версии продукта работали на Apple II, CP/M, Commodore, IBM PC (под управлением PC DOS 1.0). С середины 1990-х годов разработка велась исключительно для операционных систем семейства Windows.
В марте 2014 года фирма Statsoft поглощена корпорацией Dell, включившей пакет Statistica в линейку программных продуктов проблематики больших данных. В мае 2017 года Statistica приобретена компанией TIBCO.